# 토마스 브르다리치
토마스 브르다리치 (Thomas Brdarić, 1975년 1월 23일, 바덴뷔르템베르크주, 뉘어팅엔 ~) 은 은퇴한 크로아티아계 독일의 축구 선수이자 축구 감독이다.

## 클럽 경력
그는 VfB 슈투트가르트 소속으로 1993년 8월 29일에 FC 바이에른 뮌헨전에서 분데스리가 데뷔전을 치렀다. 그는 그의 두 번째 출전 경기인 SG 바텐샤이트 09전에서 첫 골을 득점하여 4-2 승리에 일조하였다. 그는 데뷔 시즌에 10경기 출전하는 데 성공하였으나, 꾸준한 모습을 보이지 못한 것으로 인해 2. 분데스리가의 포르투나 뒤셀도르프에 매각되었다.
그는 이 라인란트 연고의 클럽에 2년 동안 속해 있었으며, 뒤셀도르프의 1부리그 승격과 잔류에 힘을 보탰다. 그러나, 그는 뒤셀도르프 소속으로의 득점 기록은 한 골에 그쳤고, 이후 2. 분데스리가의 라이벌 클럽인 SG 포르투나 쾰른으로 방출되었다. 그는 포르투나 쾰른에서 더 큰 성공을 거두었고, 1군 주전 자리를 꿰차며 인상적인 모습을 보였고, 특히 1998-99 시즌에는 29경기에 출전하여 13골을 기록하였다.
그의 기량은 분데스리가 클럽인 바이어 04 레버쿠젠의 눈도장을 찍었고, 레버쿠젠은 1999년 여름에 그를 데려오는 데 성공하였다. 그는 이곳에서 많은 득점을 내지는 못하였으나, 주전 자리를 안정적으로 차지하였고, 그의 현역 사상 최고의 전성기를 누렸다. 그는 레버쿠젠 소속으로, 두 차례의 분데스리가 준우승을 거두었으며, DFB-포칼 2001-02 결승전에도 출전하였다. 뿐만 아니라, 토너먼트에서 돌풍을 일으키고 레알 마드리드 CF에 석패했던 UEFA 챔피언스리그 2001-02 시즌의 결승전에도 출전하였다. 브르다리치는 UEFA 챔피언스리그에서 총 18경기를 출전하였고, 이 18경기동안 한 골 (2001-02 시즌, 3-1로 승리한 유벤투스 FC전에서 기록) 을 득점하였다.
브르다리치의 레버쿠젠 전성기는 2002-03 시즌으로 넘어가면서 끝나갔는데, 이 시즌에 브르다리치는 북부 레기오날리가의 리저브 팀 일원으로 강등되기도 하였다. 그 다음 시즌, 그는 같은 리그의 팀인 하노버 96으로 임대되기도 하였는데, 임대 기간 동안 그는 12골을 득점하여 개인 한 시즌 1부리그 최다골 기록을 세웠다.
그의 활약은 2004년 7월 VfL 볼프스부르크의 이적제안으로 이어졌고, 그는 €1M의 가격에 3년으로 합의를 보았다. 그는 2004-05 시즌 동안 12골을 득점하며 개인 한 시즌 1부리그 최다골 기록 동률을 기록하였으나, 그 자신에게 있어서는 주전보다 교체선수로 활약하였던 치욕스러운 시즌이었다. 그는 교체요원으로 활약한 것에 불만을 느껴 팀원들, 보드진들과 관계가 멀어졌다. 토마스 슈트룬츠 매니저는 브르다리치를 팀을 생각하기보다 자기 중심으로만 모든 것을 맞추려고만 하는 "이기주의자"로 낙인찍었다.
파란만장했던 1년이 지나고, 그는 하노버 96에 팔렸고, 이전에 임대로 활약했던 적이 있던 클럽과 3년 계약을 맺으며 복귀하였다. 하지만, 그는 "스트라이커로서, 너는 득점의 욕망 같은 것을 가지고 있다. 그래서 4-4로 비긴 경기에서 너가 4골을 득점한게 팀이 승리하는 것보다 더 중요하게 여긴다."라고 페터 노이루러 감독을 비꼬며 인터뷰를 한 것으로 인해 또다시 논란의 대상이 되었다. 결국, 브르다리치는 주전자리를 빼앗겼고, 출전 기회도 줄어들었다.
이 브르다리치의 인터뷰 문제는 페터 노이루러 감독이 2006년 8월에 경질되면서 종결되었고, 그에 대하여 브르다리치는 노이루러 감독을 "못되고 양심없는" 감독이라며 여과 없이 분노를 표출하였고, 선수 관계가 불량하고 리더쉽이 부족한 감독이라고 비판하였다. 디터 헤킹 감독하에 그는 덜 괴팍해졌고, 2006-07 시즌에 11경기 출전, 5골을 기록하였으나, 무릎 문제로 홍역을 치렀다. 그의 무릎 문제는 결국 현역 은퇴로 이어졌다.

## 국가대표팀 경력
브르다리치는 2002년 3월 27일, 로스토크에서의 미국을 상대로 국가대항전에 처음으로 출전하였다. 그는 UEFA 유로 2004에서 라트비아와의 조별리그 경기에서 교체 출전하기도 하였다. 그는 2005년 FIFA 컨페더레이션스컵에도 참가하였으나 한 경기도 출장하지 못하였다. 그는 2004년 10월 9일, 이란을 상대로 한 골을 득점하였다.

## 트리비아
- 2003년 그는 "The Wild 13"이라는 CD를 녹음하였다.[3] CD에 수록된 곡 (코스틀랜드 레코즈의 마르코 헤겐과 동시 작사) 은 골키퍼 올리버 칸, 옌스 레만, 그리고 프랑크 로스트를 조롱한다. 제목은 브르다리치의 셔츠 번호에서 유래되었다.
- 그는 포르투나 쾰른 시절, 가느다란 다리로 인해 '밤비' (Bambi) 라는 별명을 얻었다.
- 그는 안톄와 결혼하여 팀과 란스라는 두 아들을 슬하에 두고 있다.

## 감독 경력
2009년 3월 24일, 브르다리치는 1. FC 우니온 졸링엔의 새 스포르팅 디렉터가 되었고, 이후에는 감독이 되었다. 그는 2009년 8월 17일에 경질당하였다.